# Retraite de Lang Son
Guerre franco-chinoise
Batailles
- Expédition du Tonkin
- Sontay
- Bac Ninh
- Bac Le
- Fuzhou
- Keelung
- Tamsui
- Kep
- Shipu
- Zhenhai
- Lang Son (1re)
- Nui Bop
- Tuyen Quang
- Yu Oc
- Hoa Moc
- Phu Lam Tao
- Bang Bo
- 2e Lang Son
- Pescadores

La retraite de Lang Son, menée à la fin mars 1885, contre toute attente, par une des deux brigades du corps expéditionnaire du Tonkin, lors de la guerre franco-chinoise, est à l'origine de la crise politique surnommée l'« affaire du Tonkin » qui provoque la chute du gouvernement de Jules Ferry.

## Histoire

### Le contexte de guerre de conquête coloniale

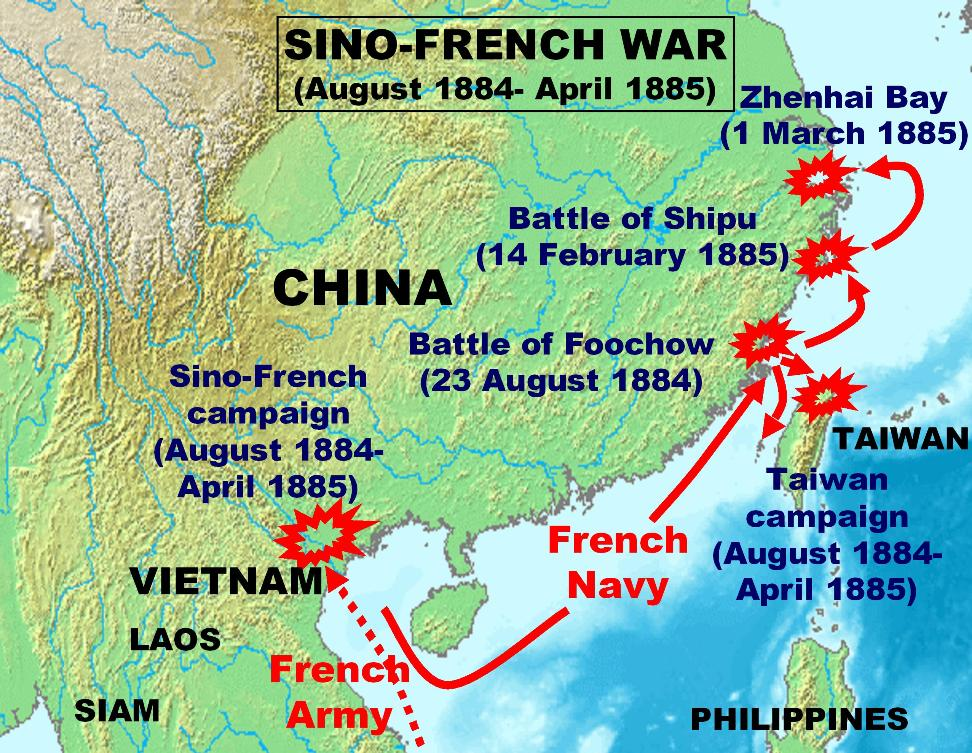
Les différents affrontements qui ont lieu pendant le conflit.

Lors de la guerre franco-chinoise, la France prend le contrôle du fleuve Rouge qui relie Hanoï à la riche province chinoise du Yunnan, pour tenter d’y acquérir des positions fortes. Le traité de Saïgon de 1874 ouvre le fleuve Rouge à la libre circulation, mais les Pavillons Noirs harcèlent les navires de commerce français au début des années 1880. C'est alors qu'est conçu le projet d'offensive au Tonkin, pensée comme une opération limitée, mais qui se transforme en guerre de conquête, doublée d'un conflit avec la Chine, sur fond de nationalisme exacerbé, alors que les rivaux anglais viennent de subir au Soudan, le mois précédent, un cuisant revers soldant le siège de Khartoum.

### La prise de Lang Son, une première étape pour la France

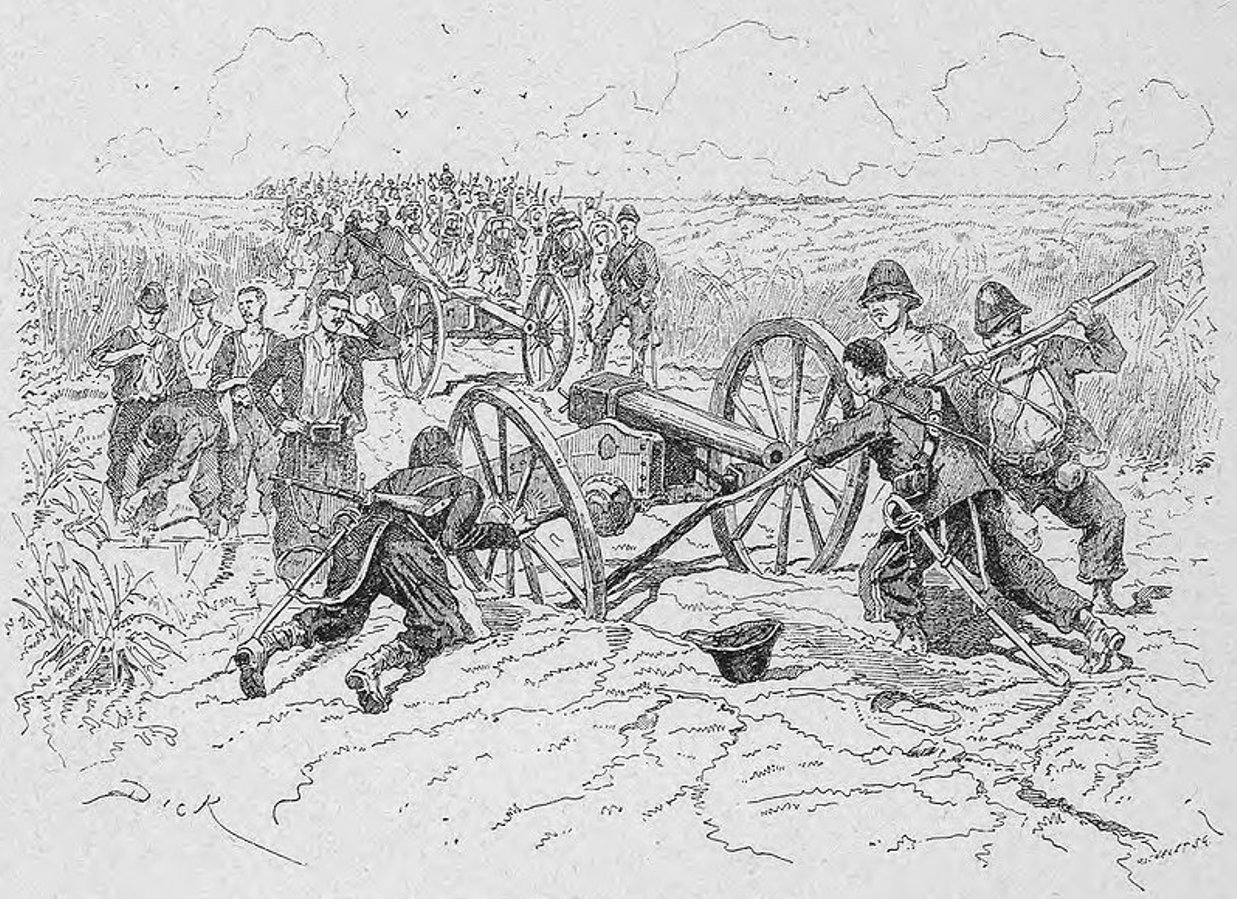
Marche des troupes coloniales.

Deux brigades françaises remontent le haut Tonkin et conquièrent en février 1885 la ville de Lạng Sơn, au nord de l'actuel Viêt Nam. La première brigade, dirigée par le futur général de division Laurent Giovanninelli (1837-1903) et le général de brigade Louis Brière de l'Isle, quitte Lạng Sơn pour venir en aide aux assiégés de Tuyên Quang, à l'ouest de l'actuel Viêt Nam. La seconde brigade, dirigée par le général Oscar de Négrier, lance une attaque vers le nord, de l'autre côté de la frontière chinoise, sous la pression du gouvernement français, qui espère ainsi exercer une menace sur la Province de Guangxi, en Chine, pour obtenir un KO des troupes chinoises et leur reddition. Ses 1 500 hommes sont cependant défaits, sur les hauteurs du col de Zhennan, par 25 000 hommes de l'armée chinoise du Kouang : c'est la bataille de Bang Bo du 24 mars 1885.

### La décision de repli
Se retirant sur Lạng Sơn, avec 70 tués et près de 200 blessés, les Français stoppent quatre jours plus tard une offensive chinoise à la bataille de Kỳ Lừa, le 28 mars où ils infligent de lourdes pertes aux Chinois, grâce à leur artillerie, mais subissent 7 morts et 38 blessés, parmi lesquels le général Oscar de Négrier. Son remplaçant, le lieutenant-colonel Paul-Gustave Herbinger (1839–1886), est atteint de la malaria. Dans l’après-midi du 28 mars 1885, il ordonne que la ville de Lạng Sơn soit rapidement abandonnée, car il craint son encerclement. C’est la très controversée « retraite de Lang Son » : la seconde brigade française se replie vers le delta du fleuve Rouge, abandonnant l'essentiel des gains des deux derniers mois.
La retraite s’effectue en deux colonnes. Paul-Gustave Herbinger mène le bataillon en ligne vers Thanh Moy, tandis que Schoeffer conduit les deux bataillons de légionnaires jusqu’à Dong Song. De peur que l’artillerie ne freine le repli, les canons sont abandonnés dans la rivière Song Ki Cong, où les Chinois les retrouveront, ainsi que le trésor de la brigade.

### Télégrammes à la Métropole
Paul-Gustave Herbinger envoie un télégramme à Hanoï, au général Louis Brière de l'Isle, pour indiquer qu’il n’a pas assez de munitions pour mener une nouvelle bataille pour défendre Lang Son. Le télégraphe est ensuite coupé, ce qui empêche le général Louis Brière de l'Isle de lui répondre. Dans la soirée du 28 mars, ce dernier prévient alors la métropole et l’agence Havas par un télégramme alarmiste, sans prendre le temps de trier dans ce qu'il a reçu. Le lendemain, il se reprend : il envoie un nouveau télégramme relativisant le contenu de celui de la veille. Il envoie aussi un câble à Paul-Gustave Herbinger pour lui ordonner de cesser la retraite et de rester sur les positions de ses deux colonnes, à Thanh Moy et Dong Song. 
La formulation alarmiste du premier télégramme de Louis Brière de l'Isle au gouvernement français, annonçant à tort la déroute du corps expéditionnaire, est reprise et amplifiée par la presse.

### Jules Ferry balayé à la Chambre
L'émotion déclenchée par la nouvelle cause immédiatement un tollé à la chambre des députés puis entraîne la chute du gouvernement de Jules Ferry, seulement deux jours après, le 30 mars 1885, sous la pression de ses adversaires au sein même de son propre camp, la gauche, dirigés par Georges Clemenceau. Ferry rend publics les autres télégrammes et demande des crédits pour des renforts. Mais il est balayé, par 306 votes contre 149.
Le premier télégramme de Louis Brière de l'Isle, repris par Havas, déclarait que les Chinois, débouchant par grandes masses sur trois colonnes, ont attaqué avec impétuosité nos positions en avant de Ki Lua. Le colonel Herbinger, devant cette grande supériorité numérique et ayant épuisé ses munitions, m’informe qu’il est obligé de rétrograder sur Dong Song et Than Moï. Ensuite, Louis Brière de l'Isle conclut maladroitement son texte par quoi qu’il arrive, j’espère pouvoir défendre tout le delta du fleuve Rouge et je demande au gouvernement de m’envoyer le plus tôt possible de nouveaux renforts.
La Bourse de Paris réagit immédiatement : le 30 mars, la valeur de l’emprunt d’État à coupon de 3 % baisse de 3,50 francs en une seule journée, alors qu’il n’avait baissé que de 2,50 francs le jour de la déclaration de guerre en 1870. Une loi de protection des actionnaires contre les faillites, dite « loi sur les marchés à terme », venait justement d'être votée le 28 mars 1885.

### Nouvelle retraite de la brigade Herbinger

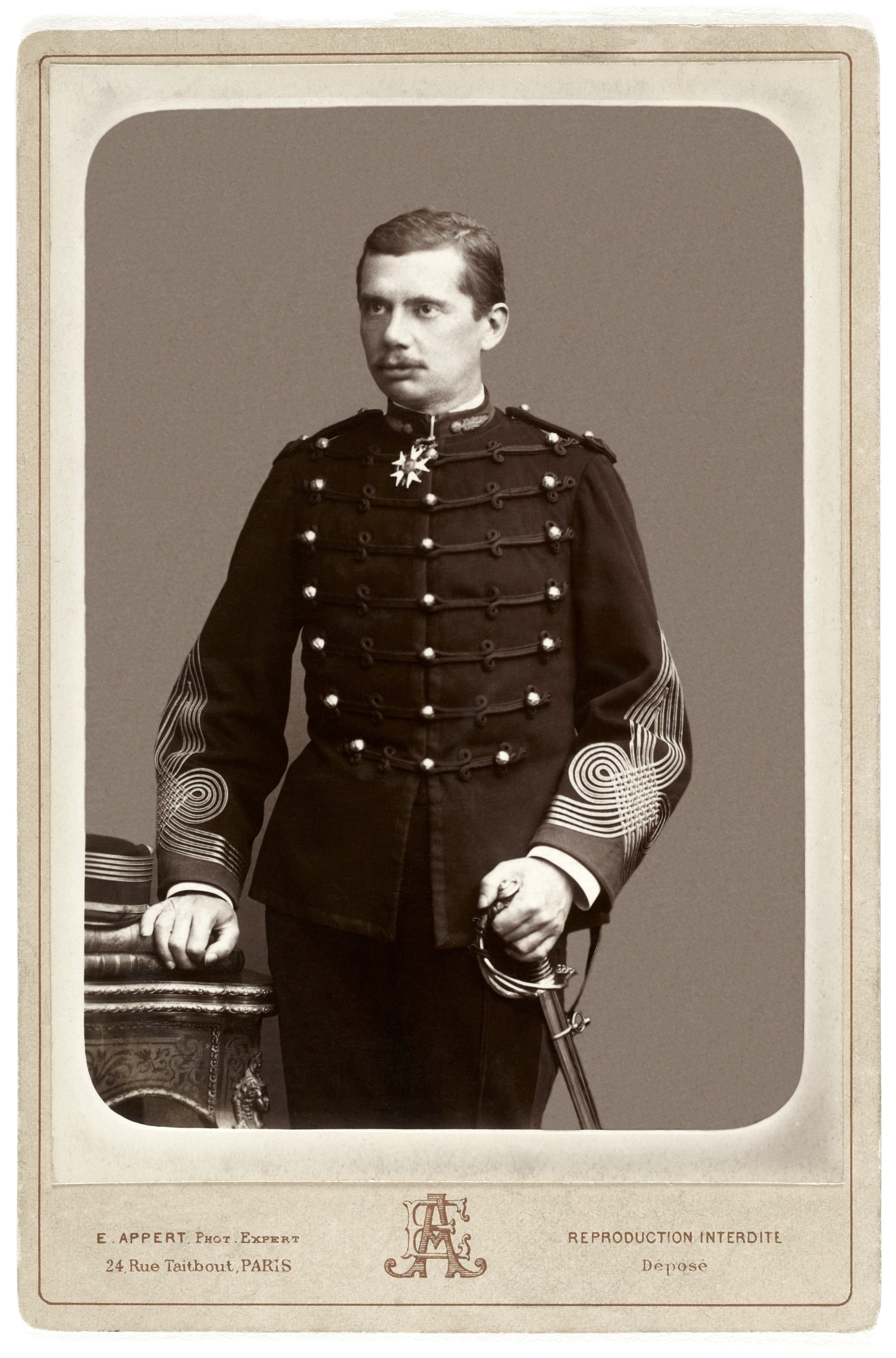
Gustave Borgnis-Desbordes, futur commandant en chef des troupes d'Indochine française.

Herbinger envoie des patrouilles de cavalerie pour inspecter les positions chinoises, qui s’avèrent très modestes. Il commande à sa colonne, dans la nuit du 30 mars, de quitter Thanh Moy pour rejoindre celle de Dong Song, qui a facilement repoussé une attaque chinoise. Mais il commande ensuite une nouvelle retraite jusqu’à Chu, à la surprise générale, alors que Brière de l'Isle lui a envoyé des renforts de cavalerie. 
Le général Louis Brière de l'Isle doit alors envoyer jusqu’à Chu l’essentiel de la 1re brigade, dirigée par Laurent Giovanninelli, pour faire la jonction. Il confie le commandement sur place au colonel Gustave Borgnis-Desbordes, qui télégraphie le message suivant : Appelé, en raison de la grave blessure du général de Négrier, à prendre le commandement provisoire de la brigade, j'arrive ici avec des troupes nouvelles et des munitions. J'ai reçu du général l'ordre d'arrêter avec vous, et coûte que coûte, tout mouvement rétrograde. C'est ce que nous ferons. Le colonel Gustave Borgnis-Desbordes, un ancien de la guerre du Soudan, finira commandant en chef des troupes en Indochine française.
Le  successeur de Jules Ferry aux Affaires étrangères, Charles de Freycinet, engage dès le 4 avril des négociations de paix avec les Chinois, par un protocole qui mène au traité de Tianjin du 9 juin 1885 : la Chine reconnaît implicitement le protectorat français sur le Tonkin, tandis que la France renonce à demander une indemnité pour l’embuscade de Le Buc.